# 436149 Edabel
436149 Edabel è un asteroide della fascia principale. Scoperto nel 2009, presenta un'orbita caratterizzata da un semiasse maggiore pari a 2,3321745 au e da un'eccentricità di 0,2093395, inclinata di 8,24946° rispetto all'eclittica.